# Sven-Ole Thorsen
Sven-Ole Thorsen (ur. 24 września 1944 w Kopenhadze) – duński aktor filmowy i telewizyjny, kaskader, kulturysta, strongman i producent filmowy, często grał ekranowe role gigantów lub złoczyńców, które były w jakiś sposób pobite przez mniejszych przeciwników w stylu Dawid i Goliat, ale również wcielał się w heroiczne postacie takie jak legendarny wojownik Gunnar w Saga Wikingów (The Viking Sagas, 1995) u boku Ralfa Möllera.

## Życiorys

### Kariera
W 1972 otworzył siłownię Sporting Health Club. Był mistrzem w kulturystyce, podnoszeniu ciężarów i zdobył czarny pas karate Shōtōkan. Prowadził seminaria z Frankiem Zane, Mike Menzerem i Kálmánem Szkalákiem.
Pierwszy raz wystąpił na kinowym ekranie jako Thorgrim w filmie Johna Miliusa Conan Barbarzyńca (1982). W 1983 wygrał konkurs Strongest Man w Danii.
Do Hollywood przybył w 1985 i grał w filmach u boku Arnolda Schwarzeneggera, m.in.: Jak to się robi w Chicago, Czerwona gorączka, Predator. Oprócz tego można go było dostrzec w filmach: Nieuchwytny cel, Szczury z supermarketu, George prosto z drzewa i Gladiator. Gościnnie zagrał w serialach takich jak Drużyna A i Słoneczny patrol.
26 października 2007 roku została wydana jego autobiografia Stærk mand i Hollywood (Strongman w Hollywood) i była bardzo dobrze przyjęta. Pierwsze wydanie tej książki podobno wyprzedano w ciągu 24 godzin.

## Życie prywatne
Podczas realizacji Conana Barbarzyńcy (1982) jego wzrost wynosił 196 cm (6 stóp, 5 cali), ważył 138 kg (304 funtów), zgodnie z jego autobiografią (str. 24 i 110).
Z pierwszego małżeństwa ma dwóch synów – Michaela i Martina. W latach 70. poznał swoją drugą żonę, szwedzką artystkę cyrkową, zaklinaczkę węży, piosenkarkę pop i sportsmenkę Anniqę Järle; ex-partnerkę swojego przyjaciela mistrza boksu wagi ciężkiej Hansa Jørgena Jacobsena (1940-1999), z którym miała syna. Pobrali się w 1982. Na jego czterdziestych urodzinach zdecydowali, że opuszczą Danię i wyjadą do Stanów Zjednoczonych, co miało miejsce w kwietniu 1985. W 1991 doszło do rozwodu. W latach 1990–2007 związany był z Grace Jones. W 1995 roku zaczął spotykać się z Ericą Huff, córką wokalistki soul Leon Huff. Zamieszkał w Santa Monica w Kalifornii. W wolnym czasie zajmuje się sztuką, rzeźbi w drewnie, swoje rzeźby zaprezentował w duńskim magazynie „Euroman”.

## Filmografia

### Filmy fabularne
| Rok  | Tytuł                                                                                       | Rola                                                         | Reżyser                                              |
| ---- | ------------------------------------------------------------------------------------------- | ------------------------------------------------------------ | ---------------------------------------------------- |
| 1977 | Pas på ryggen, professor (Zobacz z tyłu, profesorze)                                        | rosyjski poplecznik                                          | Jens Okking                                          |
| 1982 | Conan Barbarzyńca (Conan the Barbarian)                                                     | Thorgrim                                                     | John Milius                                          |
| 1984 | Conan Niszczyciel (Conan the Destroyer)                                                     | Togra                                                        | Richard Fleischer                                    |
| 1986 | Czerwona Sonja (Red Sonja)                                                                  | kaskader                                                     | Richard Fleischer                                    |
| 1986 | Jak to się robi w Chicago (Raw Deal)                                                        | brodaty ochroniarz Patrowity/kaskader                        | John Irvin                                           |
| 1987 | Zabójcza broń (Lethal Weapon)                                                               | najemnik                                                     | Richard Donner                                       |
| 1987 | Predator                                                                                    | rosyjski oficer                                              | John McTiernan                                       |
| 1987 | Uciekinier (The Running Man)                                                                | Sven                                                         | Paul Michael Glaser                                  |
| 1987 | Dama za burtą (Overboard)                                                                   | Olaf, lokaj Joanny Stayton (Goldie Hawn)                     | Garry Marshall                                       |
| 1988 | Czerwona gorączka (Red Heat)                                                                | Mikołaj                                                      | Walter Hill                                          |
| 1988 | Bliźniacy (Twins)                                                                           | Sam Klane                                                    | Ivan Reitman                                         |
| 1989 | Różowy cadillac (Pink Cadillac)                                                             | Zbir z urodzenia                                             | Buddy Van Horn                                       |
| 1989 | Pogromcy duchów II (Ghostbusters II)                                                        | kaskader                                                     | Ivan Reitman                                         |
| 1990 | Polowanie na Czerwony Październik (The Hunt for Red October)                                | rosyjski szef „Czerwonego Października”                      | John McTiernan                                       |
| 1990 | Pamięć absolutna (Total Recall)                                                             | Trener                                                       | Paul Verhoeven                                       |
| 1991 | Abraxas, Guardian of the Universe                                                           | Secundus                                                     | Damian Lee                                           |
| 1991 | Harley Davidson i Marlboro Man (Harley Davidson and the Marlboro Man)                       | David                                                        | Simon Wincer                                         |
| 1991 | Terminator 2: Dzień sądu (Terminator 2: Judgment Day)                                       | Strażnik galerii                                             | James Cameron                                        |
| 1992 | Ze śmiercią jej do twarzy (Death Becomes Her)                                               | kaskader                                                     | Robert Zemeckis                                      |
| 1992 | Bezlitosny 2 (Dead On: Relentless II)                                                       | mechanik (Patrick Vergano)                                   | Michael Schroeder                                    |
| 1992 | Zabójcza broń 3 (Lethal Weapon 3)                                                           | poplecznik 2                                                 | Richard Donner                                       |
| 1992 | Drakula (Bram Stoker’s Dracula)                                                             | kaskader                                                     | Francis Ford Coppola                                 |
| 1992 | Nemesis                                                                                     | cyborg przesłuchujący starą kobietę                          | Albert Pyun                                          |
| 1993 | Uciec, ale dokąd? (Nowhere to Run)                                                          | więzień                                                      | Robert Harmon                                        |
| 1993 | Cyborg 2: Szklany cień (Cyborg 2)                                                           | Doorman                                                      | Michael Schroeder                                    |
| 1993 | Bohater ostatniej akcji (Last Action Hero)                                                  | uzbrojony bandyta                                            | John McTiernan                                       |
| 1993 | Nieuchwytny cel (Hard Target)                                                               | Stephan, najemnik Fouchona                                   | John Woo                                             |
| 1993 | Smok. Historia Bruce’a Lee (Dragon: The Bruce Lee Story)                                    | demon                                                        | Rob Cohen                                            |
| 1994 | Na zabójczej ziemi (On Deadly Ground)                                                       | Otto                                                         | Steven Seagal                                        |
| 1994 | Opowieść świąteczna małego krawca (A Little Tailor's Christmas Story, film krótkometrażowy) | Schultz                                                      | Allan Rich                                           |
| 1994 | Szalony detektyw (A Low Down Dirty Shame)                                                   | ochroniarz szefa mafii                                       | Keenen Ivory Wayans                                  |
| 1994 | Niebezpieczeństwo (The Dangerous)                                                           | Sven                                                         | Rod Hewitt                                           |
| 1995 | Saga Wikingów (The Viking Sagas)                                                            | Gunnar Hámundarson                                           | Michael Chapman                                      |
| 1995 | Szczury z supermarketu (Mallrats)                                                           | La Fours                                                     | Kevin Smith                                          |
| 1995 | Bez wyjścia (No Exit)                                                                       | Darcona                                                      | Damian Lee                                           |
| 1995 | Szybcy i martwi (The Quick and the Dead)                                                    | Gutzon                                                       | Sam Raimi                                            |
| 1995 | Gorączka (Heat)                                                                             | kaskader                                                     | Michael Mann                                         |
| 1996 | Mały agent (The Undercover Kid)                                                             | terrorysta 1                                                 | Linda Shayne                                         |
| 1996 | Polowanie na lisy (Fox Hunting)                                                             | potężny człowiek                                             | Michael Berns                                        |
| 1996 | Egzekutor (Eraser)                                                                          | rosyjski uzbrojony bandyta                                   | Chuck Russell                                        |
| 1996 | Kuloodporni (Bulletproof)                                                                   | uzbrojony bandyta w motelu                                   | Ernest Dickerson                                     |
| 1996 | Świąteczna gorączka (Jingle All the Way)                                                    | kaskader                                                     | Brian Levant                                         |
| 1997 | Incydent (Breakdown)                                                                        | kaskader                                                     | Jonathan Mostow                                      |
| 1997 | Znowu w akcji (Back in Business)                                                            | kaskader                                                     | Philippe Mora                                        |
| 1997 | Batman i Robin (Batman & Robin)                                                             | kaskader                                                     | Joel Schumacher                                      |
| 1997 | George prosto z drzewa (George of the Jungle)                                               | najemnik (Gunther)                                           | Sam Weisman                                          |
| 1997 | Kull Zdobywca (Kull the Conqueror)                                                          | król Borna                                                   | John Nicolella                                       |
| 1998 | Doborowa kompania (The Bad Pack)                                                            | Sven                                                         | Brent Huff                                           |
| 1998 | Najlepsi z najlepszych 4: Bez ostrzeżenia (Best of the Best 4: Without Warning)             | Boris                                                        | Phillip Rhee                                         |
| 1998 | Żołnierz przyszłości (Soldier)                                                              | kaskader                                                     | Paul W.S. Anderson                                   |
| 1998 | Winchell (HBO)                                                                              | Niemiec                                                      | Paul Mazursky                                        |
| 1999 | Głupek (Foolish)                                                                            | Paris                                                        | Dave Meyers                                          |
| 1999 | Trzynasty wojownik (The 13th Warrior)                                                       | Would-Be King                                                | John McTiernan/Michael Crichton                      |
| 1999 | I stanie się koniec (End of Days)                                                           | zbir                                                         | Peter Hyams                                          |
| 2000 | Kibice do dzieła! (Ready to Rumble)                                                         | kaskader                                                     | Brian Robbins                                        |
| 2000 | Facade (Façade)                                                                             | generał Schweinkopf                                          | Carl Colpaert                                        |
| 2000 | Gladiator                                                                                   | Tigris z Gaulu                                               | Ridley Scott                                         |
| 2000 | Zastępstwo (The Alternate)                                                                  | agent odpowiedzialny za ochronę prezydenta                   | Sam Firstenberg                                      |
| 2001 | Włamanie na śniadanie (Bandits)                                                             | strażnik na Wieży Strażniczej więzienia stanowego w Oregonie | Barry Levinson                                       |
| 2001 | Trasa 666 (Route 666)                                                                       | rosyjski Hitman                                              | William Wesley                                       |
| 2001 | The Gristle                                                                                 | chłopak rzeźnika                                             | David Portlock                                       |
| 2001 | Cena honoru (Extreme Honor)                                                                 | ochroniarz Bakera (Michael Ironside)                         | Steven Rush                                          |
| 2002 | Hollywood Next 8 Exits (film krótkometrażowy)                                               | The Landlord                                                 | Jens Pilegaard                                       |
| 2002 | Na własną rękę (Collateral Damage)                                                          | ofiara bomby                                                 | Andrew Davis                                         |
| 2002 | Suma wszystkich strachów (The Sum of All Fears)                                             | Haft                                                         | Phil Alden Robinson                                  |
| 2003 | Jeźdźcy Apokalipsy (Masked and Anonymous)                                                   | kaskader                                                     | Larry Charles                                        |
| 2003 | Aniołki Charliego: Zawrotna szybkość (Charlie’s Angels: Full Throttle)                      | Mongoł z karabinem maszynowym                                | McG                                                  |
| 2003 | Witajcie w dżungli (The Rundown)                                                            | Goon                                                         | Peter Berg                                           |
| 2003 | Strażnik czasu II: Decyzja (Timecop 2: The Berlin Decision)                                 | Ciało strażnika SS                                           | Steve Boyum                                          |
| 2004 | W rękach wroga (In Enemy Hands)                                                             | U 429: Hans                                                  | Tony Giglio                                          |
| 2004 | Zabawy z piłką (Dodgeball: A True Underdog Story)                                           | drwal trafiony piłką                                         | Rawson Marshall Thurber                              |
| 2004 | Zakładnik (Collateral)                                                                      | kaskader                                                     | Michael Mann                                         |
| 2004 | Hidalgo – ocean ognia (Hidalgo)                                                             | śmiejący się napastnik                                       | Joe Johnston                                         |
| 2005 | Osaczony (Hostage)                                                                          | zbir w kapturze chroniący zakładników                        | Florent Emilio Siri                                  |
| 2011 | Roman barbarzyńca (Ronal the Barbarian)                                                     | generał (głos)                                               | Kresten Vestbjerg Andersen, Thorbjorn Christoffersen |
| 2016 | Szczury z supermarketu 2 (Mallrats 2: MallBrats)                                            | La Fours                                                     | Kevin Smith                                          |

### Seriale TV
- 1986: Drużyna A (The A-Team) jako Rolf
- 1987: Kapitan Power i żołnierze przyszłości (Captain Power and the Soldiers of the Future) jako porucznik Michael 'Tank' Ellis
- 1990–1991: Flash (The Flash) jako Cyborg Omega
- 1997: Nocny patrol (Baywatch Nights) jako Wiking
- 1997: The Guardian jako Baiya
- 1998: Słoneczny patrol (Baywatch) jako Hans Ulpan
- 1998: Mike Hammer (Mike Hammer, Private Eye) jako Rolf
- 2007: Andy Barker, P.I. jako twardziel
- 2009: Kristian jako Sven Ole